# Krakken (kulle)
Krakken är en kulle i Antarktis. Den ligger i Östantarktis. Norge gör anspråk på området. Toppen på Krakken är 1 420 meter över havet.
Terrängen runt Krakken är huvudsakligen lite kuperad. Trakten är obefolkad. Det finns inga samhällen i närheten. 